# Microrestes robustus

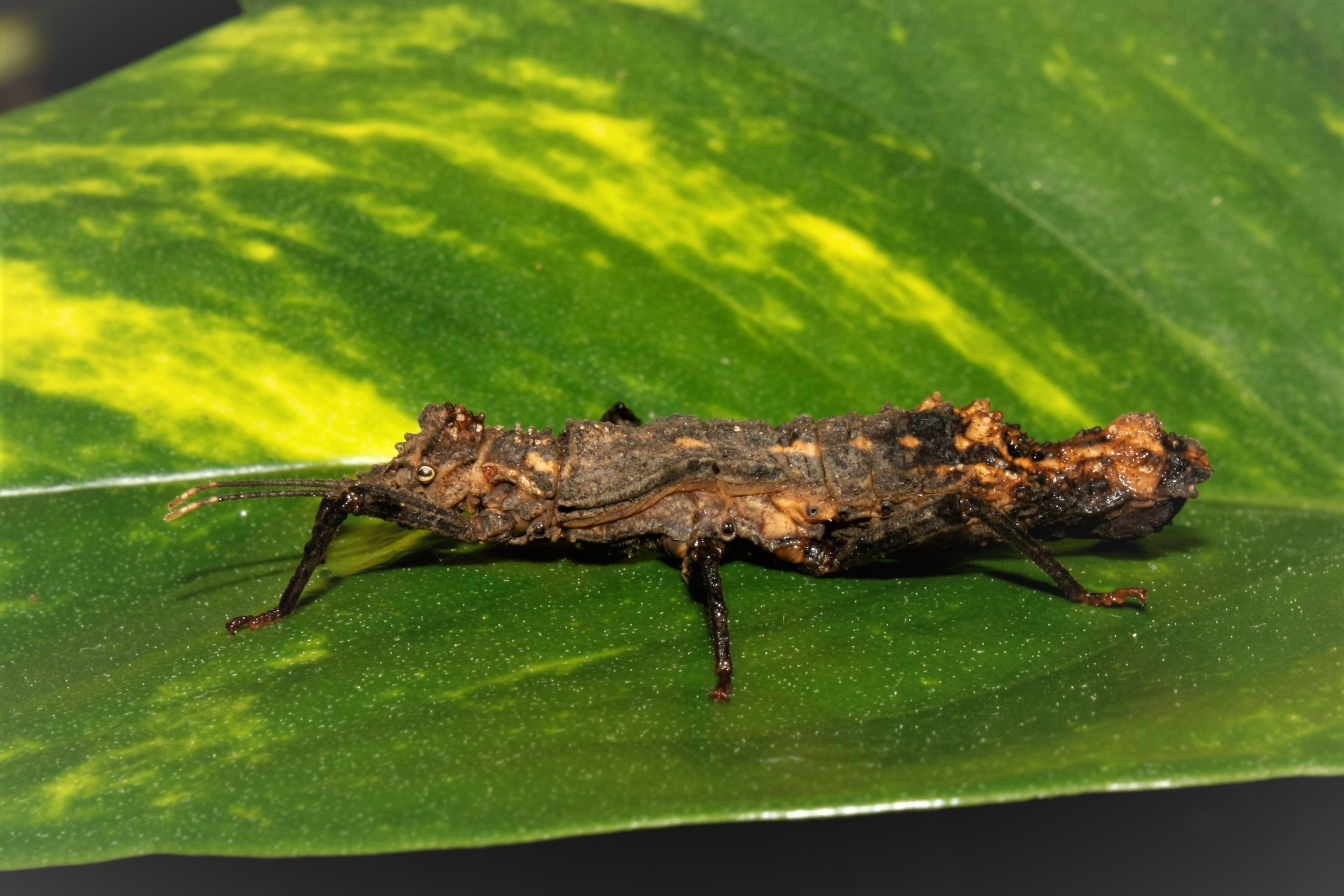
Weibchen vom zunächst als Orestes sp. ‚Ngo Luong‘ bezeichneten Zuchtstamm

Microrestes robustus ist eine im Nordwesten von Vietnam beheimatete Gespenstschrecken-Art.

## Merkmale
Von der bisher einzigen anderen beschriebenen Art der Gattung, Microrestes trapezius, kann Microrestes robustus durch die geringere Größe und die weniger ausgeprägten Oberflächenstrukturen unterschieden werden. Die vorderen Seitenränder des Mesonotums sind nur mit einem undeutlichen Höcker bewehrt, während sie bei M. trapezius deutlich stachelig sind.
Die Weibchen sind etwa 34 mm lang und von kompakter Gestalt. Sie zeigen auf brauner Grundfarbe helle, gelbliche bis orangefarbene Muster, welche im Bereich des Abdomens ausgeprägter sind. Mit zunehmendem Alter werden sie einheitlich dunkelbraun. Auf dem 5,6 bis 5,7 mm langen Kopf sind die Supraantennalen und die Occipitalen als kleine stumpfe Stacheln vorhanden. Der Scheitel ist erhaben und leicht verlängert. Die Supraorbitalen, Procoronalen und vorderen Coronalen sind fast durchgehend zu zwei welligen Kämmen verschmolzen, die sich hinten fast berühren. Die hinteren und seitlichen Coronalen sind zu abgerundeten Höckern reduziert. Die aus 19 Segmenten bestehenden Fühler sind kürzer als die Beine. Das 3,1 bis 3,3 mm lange Pronotum ist quer trapezförmig und verbreitert sich nach hinten. Das 6,5 bis 6,7 mm lange Mesonotum zeigt mittig einen längs verlaufenden Kamm. Es ist gattungstypisch vorne am breitesten und nach hinten schmaler werdend. Das 3,4 mm lange Metanotum ist deutlich breiter als lang und mehr oder weniger parallelseitig. Der auf dem Mesonotum beginnende Kamm verläuft auch auf dem Metanotum und spaltet sich am Ende auf. Die Abdominalsegmente zwei bis vier werden allmählich nach hinten breiter, während das fünfte Segment annähernd parallelseitig ist. Das sechste bis zehnte Segment nimmt an Breite allmählich ab.
Die Männchen werden knapp 30 mm lang und sind deutlich langgestreckter. Sie sind weniger kontrastreich gefärbt. Auf dem 4,1 mm langen Kopf sind die Supraantennalen und die Occipitalen als ebenfalls kleine, stumpfe Stacheln ausgebildet. Der Scheitel ist erhaben und leicht verlängert. Die Supraorbitalen, die Procoronalen und die vorderen Coronalen präsentieren sich als kleine, stumpfe Stacheln. Die Supraorbitalen sind seitlich leicht abgeflacht und größer als die Pro- und die vorderen Coronalen. Die hinteren Coronalen sind etwa so groß wie die vorderen. Die seitliche Coronalen sind nur undeutlich und als winzige Erhebungen erkennbar. Die aus 18 Segmenten bestehenden Fühler sind kürzer als die Vorderbeine. Das 2,4 mm lange Pronotum, das 5,6 mm lange Mesonotum und das 2,8 mm lange Metanotum sind ähnlich gestaltet wie bei den Weibchen, nur deutlich schmaler. Das Abdomen ist in der Mitte am dünnsten und an keiner Stelle so breit wie das Metanotum.
Die Eier sind 3,1 mm lang, 2,8 mm breit und 3,1 mm hoch. Sie sind fast kugelförmig und schwarz gefärbt mit winzigen, braunen runden Flecken.

## Verbreitungsgebiet und Entdeckung
Das bisher bekannte Verbreitungsgebiet von Microrestes robustus liegt in der vietnamesischen Provinz Hòa Bình, wo das erste gesammelte, damals noch nicht identifizierte, Weibchen bereits 1934 gefunden wurde. Ein weiteres Weibchen wurde in derselben Provinz im Juli 2016 im Ngổ Luông Naturreservat auf dem Waldboden im tropischen immergrünen Regenwald gesammelt. Das Tier wurde auf einem schmalen Pfad gefunden, der durch ein großes, geschlossenes Areal von Aronstabgewächsen verläuft.

## Systematik
Joachim Bresseel und Jérôme Constant beschrieben die Art 2020 als Typusart der ebenfalls neubeschriebenen Gattung Microrestes. Der Artname robustus bedeutet im Lateinischen „fest, solide oder robust“ und bezieht sich auf die allgemeine Form dieser Art.
Als Holotypus von Microrestes robustus wurde ein zwischen dem 25. und 30. Juli 2016 von den Autoren im Ngổ Luông Naturreservat gesammeltes Weibchen im Museum für Naturwissenschaften in Brüssel hinterlegt. Fünf Paratypen gehen auf Nachzuchten dieses Tieres zurück. Dabei handelt es sich um ein Männchen aus der Zucht von Rob Krijns und je zwei Männchen und Weibchen aus der Zucht von Daniel Dittmar. Von letzteren ist ein Pärchen im vietnamesischen National Museum for Nature in Hanoi hinterlegt, alle anderen im Museum für Naturwissenschaften in Brüssel. Außerdem erhoben Bresseel und Constant ein bereits 1934 von A. De Cooman gesammeltes Weibchen aus dem Muséum national d’histoire naturelle in Paris in den Status eines Paratypus.

## Terraristik
Ein bis 2020 erfolgreich gehaltener Zuchtstamm ging auf das im Juli 2016 von Bresseel und Constant gesammelte Weibchen zurück. Er wurde bis zur Beschreibung der Art als Orestes sp. ‚Ngo Luong‘ bzw. als Dataminae sp. ‚Ngo Luong‘ bezeichnet. Die aus den Eiern des ursprünglich gesammelten Weibchens geschlüpften Nymphen beiderlei Geschlechts konnten von Krijns und Dittmar erfolgreich mit verschiedenen Futterpflanzen wie den zu den Aronstabgewächsen zählenden Efeututen und Aronstäben, aber auch mit Haseln und Feuerdorn aufgezogen werden. Seit 2020 schlüpften keine weiteren Tiere aus den abgelegten Eiern, so dass die Art nicht mehr in Zucht ist.

## Belege
1. 1 2 3 4  Joachim Bresseel & Jérôme Constant: Microrestes gen. nov., a new genus in the Oriental stick insect tribe Datamini Rehn & Rehn, 1939 with a new species and a new combination (Phasmida: Heteropterygidae: Dataminae). Belgian Journal of Entomology 106: 1–19, Brüssel 2020, ISSN 1374-5514, Full article (PDF).
2. ↑  Paul D. Brock, Thies H. Büscher & Edward W. Baker: Phasmida Species File Online. Version 5.0/5.0 (abgerufen am 27. August 2022)